# Epipactis distans
Epipactis distans là một loài phong lan.

## Hình ảnh

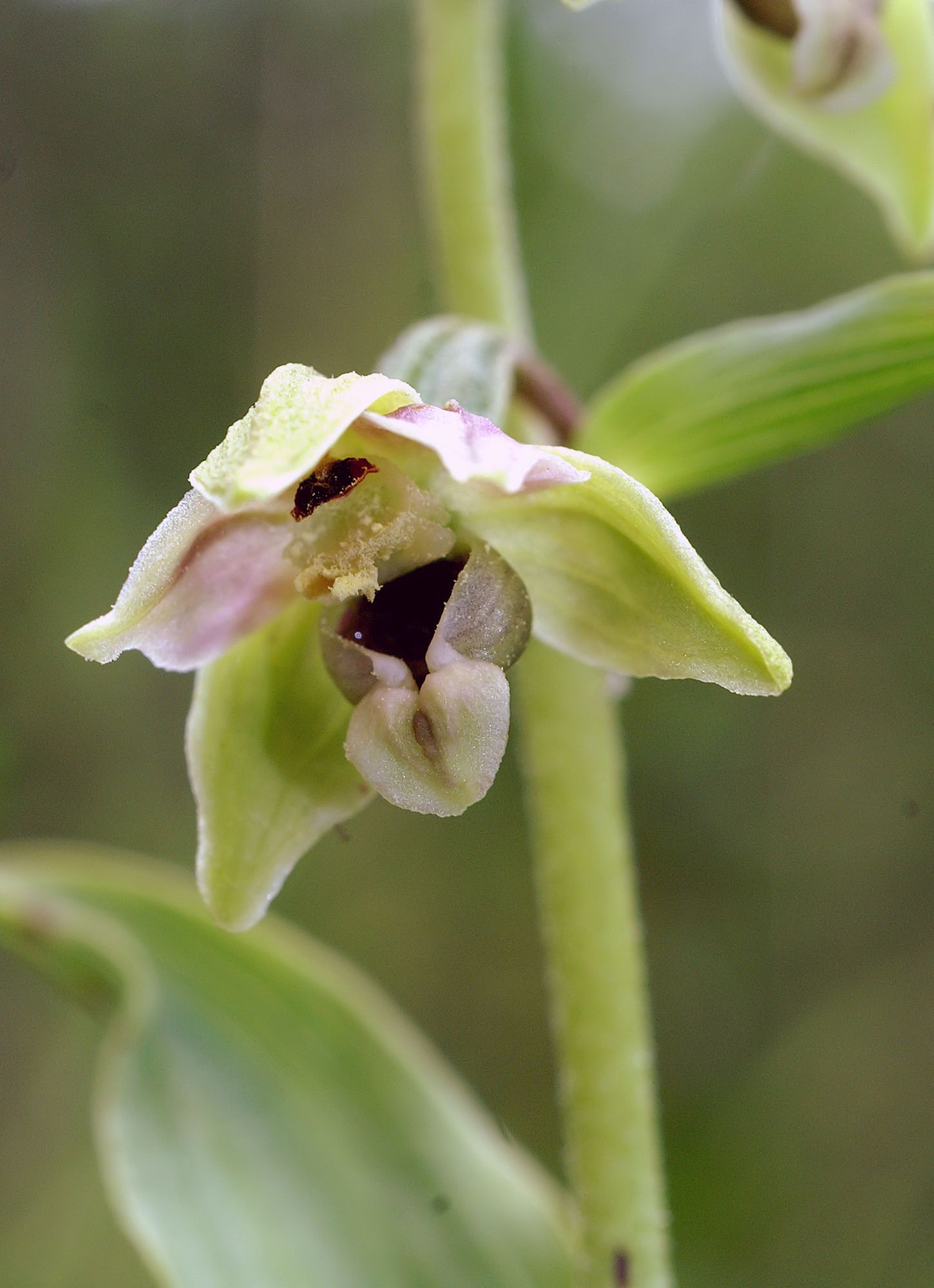
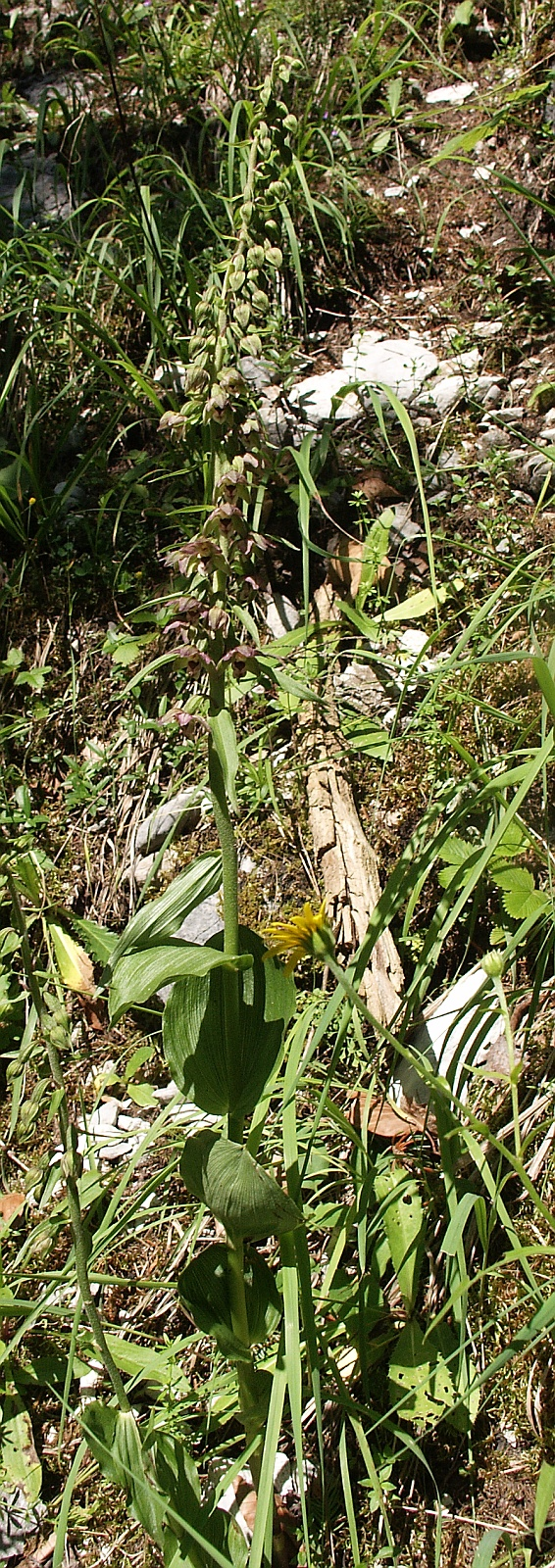
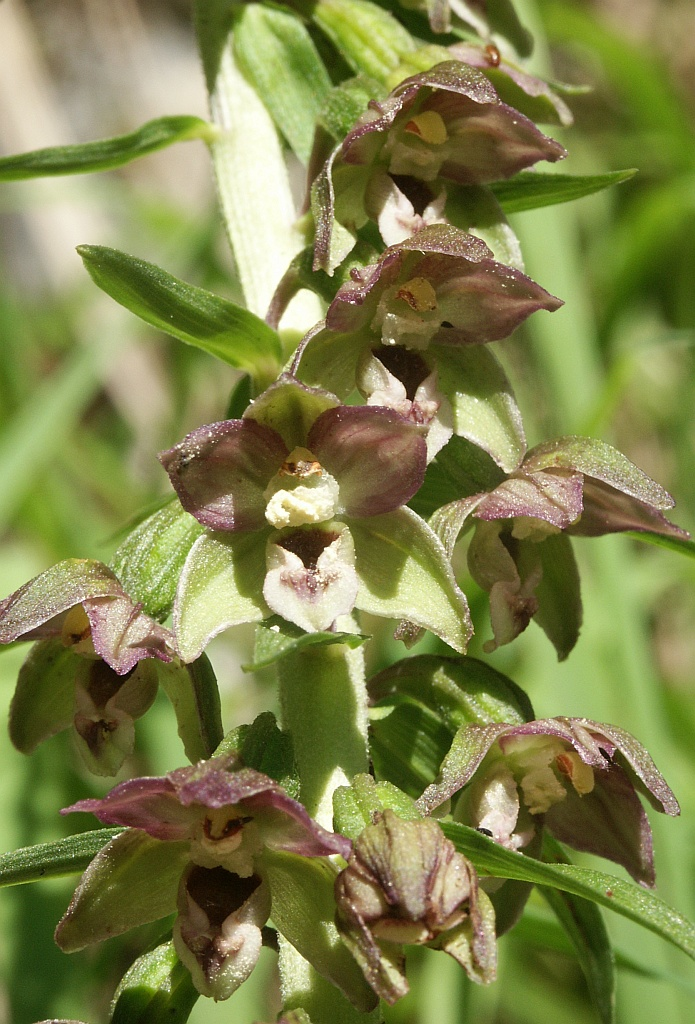
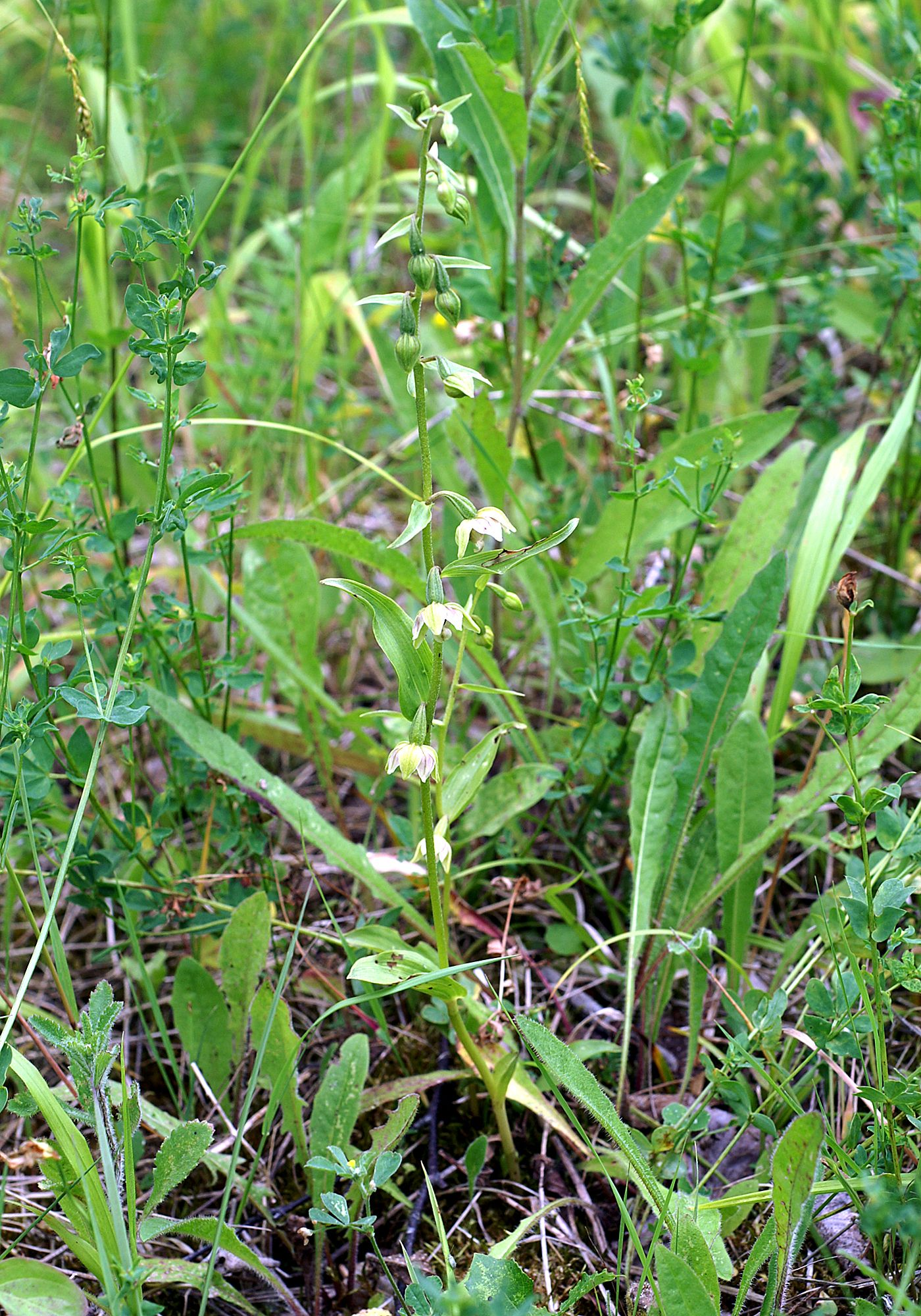